# Clipping (audio)

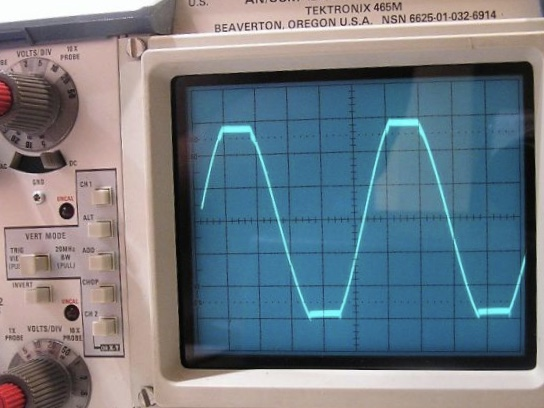
Los picos y valles alterados de la forma de onda sinusoidal que se muestra en este osciloscopio indican que la señal ha sido "recortada".

El clipping es una forma de distorsión de la forma de onda que ocurre cuando un amplificador está sobrecargado e intenta entregar un voltaje o corriente de salida más allá de su capacidad máxima.
En el dominio de la frecuencia, el clipping hace que la forma de onda recortada se acerque a una onda cuadrada. Debido a que con una onda cuadrada la salida emite más corriente continua, la señal podría hacer que el tweeter se dañe más que si la señal no tuviera clipping.

En la mayoría de los casos, la distorsión asociada con el recorte no es deseada y es visible en un osciloscopio incluso si es inaudible. Es posible que el clipping se use en la música para efectos artísticos, especialmente en géneros más pesados o adicionando efectos al amplificar instrumentos. 

Forma de onda digital recortada (PCM)

Cuando se obliga a un amplificador a entregar más potencia de la que puede reproducir, amplificará la señal solo hasta su capacidad máxima, momento en el cual la señal no podrá amplificarse más. Como la señal simplemente "corta" o "recorta" a la capacidad máxima del amplificador, se dice que la señal tiene clipping y la onda sinusoidal comienza a tener recortes que la acercan a una onda cuadrada.
Los amplificadores tienen límites de voltaje, corriente y térmicos. Puede producirse clipping debido a limitaciones en la fuente de alimentación o en la etapa de salida.

## Remedio
La forma más sencilla de evitar el recorte es reducir el nivel de la señal de entrada, o el volumen del amplificador. 